# أنتوني هوبسون
أنتوني هوبسون (10 سبتمبر 1965 في المملكة المتحدة - ) (بالإنجليزية: Anthony Hobson)‏ هو لاعب كريكت بريطاني. لعب مع نادي مقاطعة ستافوردشاير للكريكت ‏.

## وصلات خارجية
- أنتوني هوبسون على موقع إي آس بي آن كريك إنفو (الإنجليزية)